# Christian Grøthan
Christian Vilhelm Baldvin Grøthan (Frederiksberg, Selàndia, 19 de novembre de 1889 - Gentofte, 6 d'abril de 1951) va ser un futbolista danès que va competir a començament del segle xx. Jugà com a Centrecampista i el 1920 va disputar la competició de futbol dels Jocs Olímpics d'Anvers.
Pel que fa a clubs, jugà al B 93 entre 1911 i 1926. A la selecció nacional jugà un total de 31 partits, en què marcà 3 gols. Debutà contra Suècia l'octubre de 1915 i disputà el seu darrer partit contra la mateixa selecció l'octubre de 1923.